# ハイマウントストップランプ

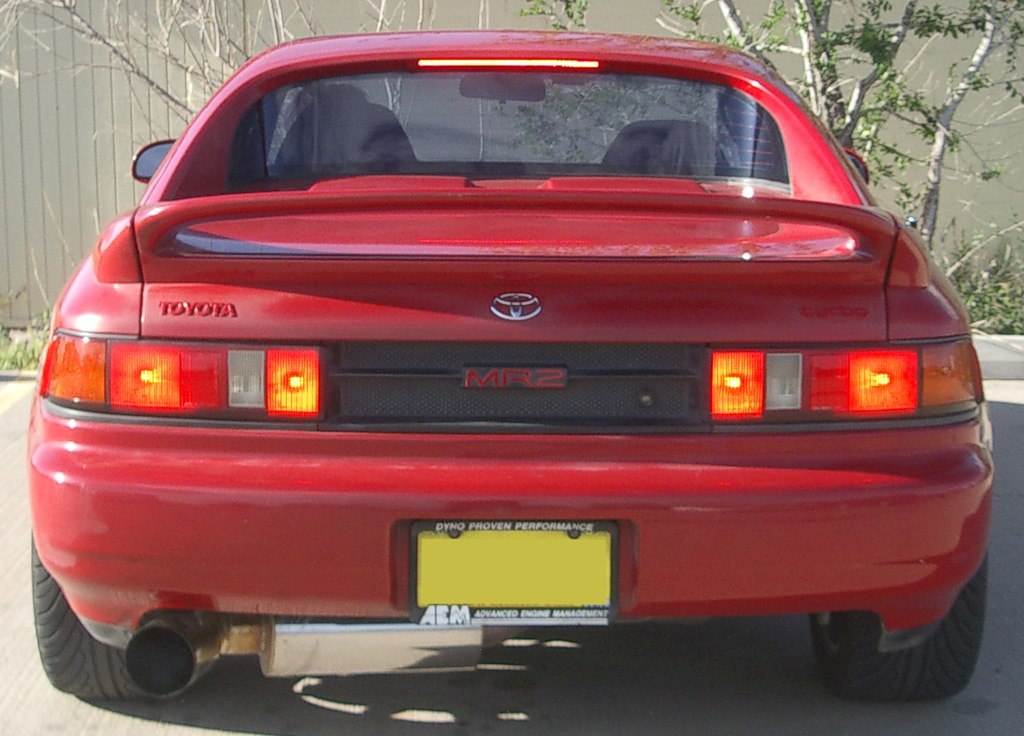
後部ガラスの上で点灯しているランプがハイマウントストップランプ（トヨタ・MR2）

ハイマウントストップランプ（High Mount Stop Lamp）とは、自動車の尾灯のうち、車体後部中央の、高い位置に独立して設置された制動灯（ブレーキランプ）のことである。日本での正式な名称は補助制動灯（ほじょせいどうとう）である。
当初はランプ部分のみが社外品（後付け品）として販売されていたが、現在は主要先進国において新車時からの装備が義務化されている。英語圏においては Third Brake Light（第3のブレーキランプ）と表現されることもある。

## 概要
制動灯（ブレーキランプ）は、運転者（ドライバー）のブレーキペダル操作に連動して点灯し、後続車や周囲に対し減速中または停止中であることを示し、後続車による追突を防止する役割を持つ。車体後部の左右に対となって設置されるブレーキランプに加え、ハイマウントストップランプは、後方からの視認性をより高めることを目的とし設置される第3のブレーキランプである。
アメリカでは1985年に乗用車、1993年に小型トラックに装備が義務化され、ヨーロッパ（EU諸国）では1998年から乗用車への装着が義務づけられている。LED化は1987年から始まった。日本では2006年（平成18年）より、乗車定員10人未満の乗用車への装備が義務付けられた。

## 配置

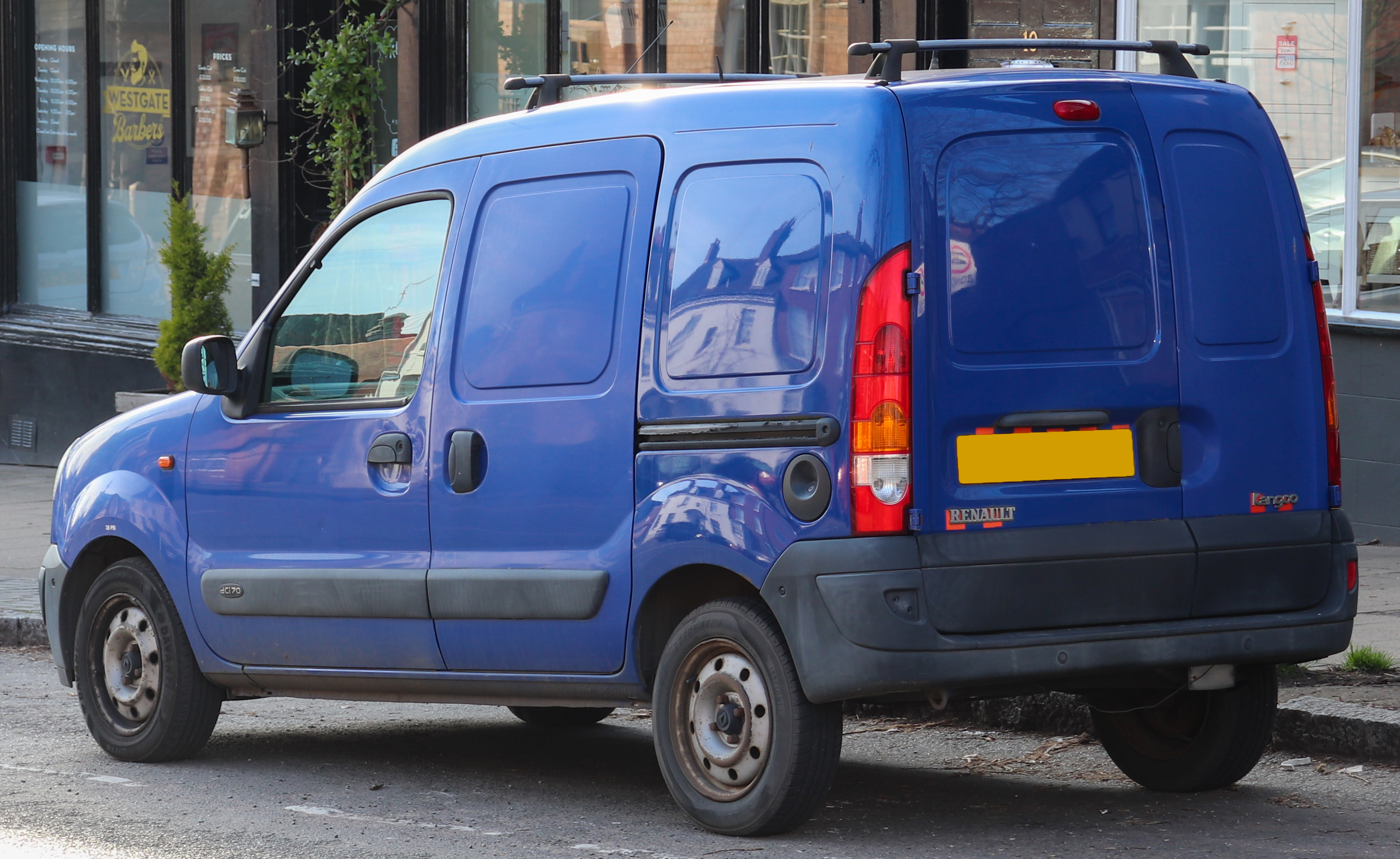
車体形状の制約から、設置位置がセンターからずれている例
ルノー・カングー

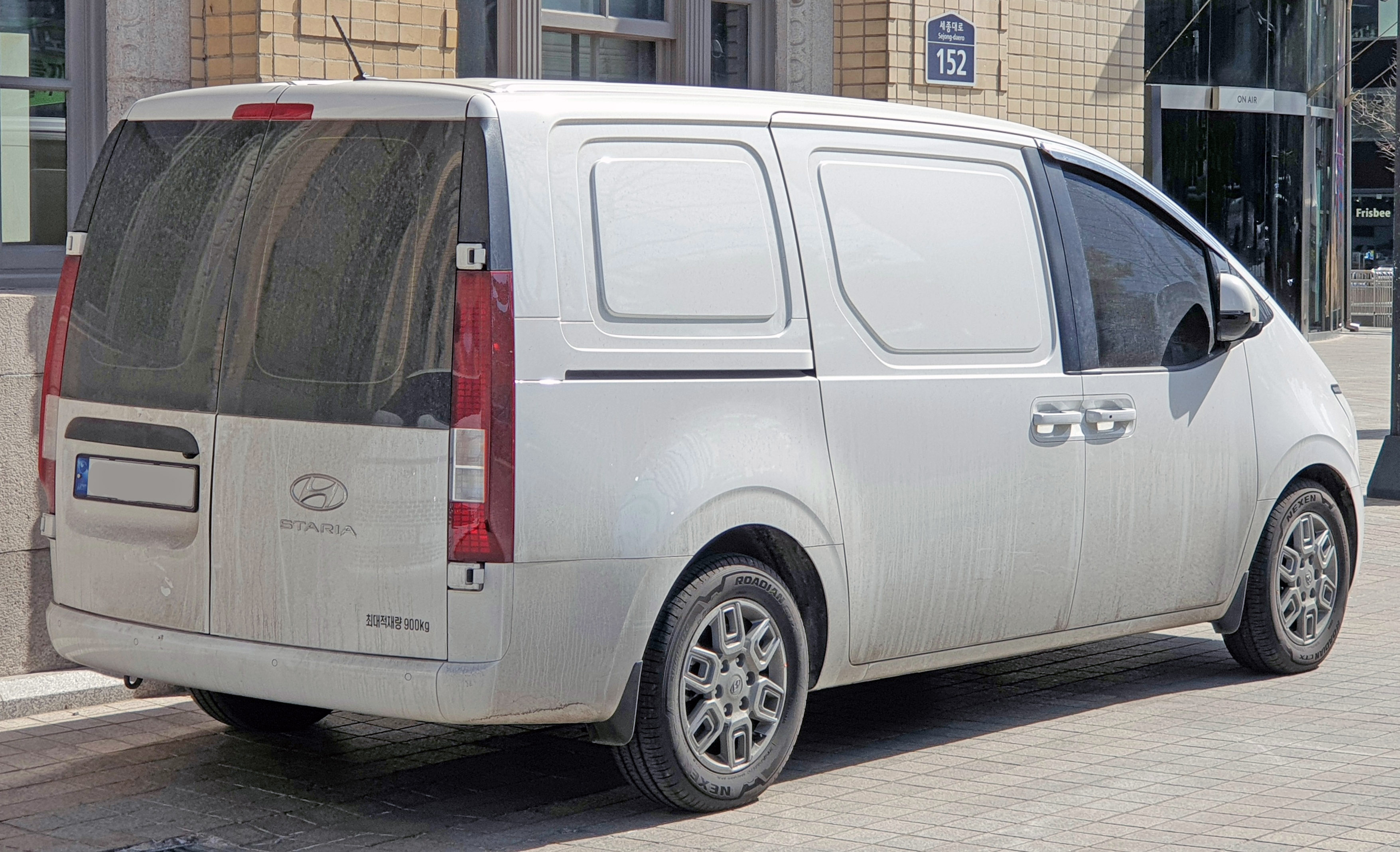
車体形状の制約から、左右分割式となっている例
ヒョンデ・スターリアカーゴ

車種あるいは車体の構造・またはデザインによって装着される位置が異なるが、補助制動灯は照明部の下端が地上高850mm以上、あるいはリアガラスの下端取り付け部から150mm下がった位置よりも上部に設置しなければならず、照明部の上端を含む水平面以上の高さに取り付けることが求められる。ただし、自動車の形状の問題で照明部を車両中心面に取り付けられない場合は、照明部分を車両中心面から150mmまでの範囲に取り付けるか、車両中心面の両側に一つずつ設置してもよいとされる。
また、視認性の観点から車両の進行方向に直交する水平線を含む水平面から仰角10°、俯瞰角5°の平面から視認でき、また補助制動灯中心部を含み、自動車の進行方向に平行な鉛直面から補助制動灯の内側方向10°、外側方向10°の平面に囲まれる範囲全ての位置から視認できる必要がある。
その他、尾部灯と兼用出来るものは補助制動灯とは認められず、後続車の前方を照らさない位置に設置することが求められる。
トランクリッドのついたセダンやクーペなどでは、車室内のリアトレイ後端に設置されることが多いが、固定されたリアトレイを持たない車種（ハッチバックなど）では、リアゲート上端に設置されることが多い。リアゲートが観音開きであり、左右非対称の形状を持つ車種では、ハイマウントストップランプは車体の中央ではなく若干寄せて取り付けられることもある（ルノー・カングーの一部など）。また車体形式を問わず、リアスポイラーを装備する場合には、その後端にハイマウントストップランプが組み込まれることが多い。
発光色は法令に則り赤色のみが許可される（ブレーキランプと同様）。光源にはLEDが使用されることが多い。これは、応答速度の速さ（発光の素早さ）に加え、低消費電力・低発熱・長寿命・省スペースといったLEDの長所がハイマウントストップランプの用途に合致しているためである。ただし、一粒のLED照明が切れているだけで車検を通過出来ないなどシビアな一面もある。
赤以外の色を照射するものや、明滅するもの、パターンが流れるもの、メッセージを表示するものは違反となる。また、特に日本において、テールランプと連動し、ライト点灯時に常時点灯するよう改造を施す者もいるが、これは保安基準（道路運送車両法）に違反した違法改造（整備不良）である。この行為は後続車や周囲のドライバーを惑わし無駄なブレーキングを誘発し渋滞発生の元凶となるだけでなく、交通事故すら誘発することがあり、極めて危険である。また、ランプのバルブ切れや故障などにより点灯しなくなった場合（ハイマウントストップランプが装着されている状態で作動しない場合）、保安基準に抵触し日本においては車検に通らない。加えて、もともとハイマウントストップランプが装着されている車に新たに同ランプを追加する（ハイマウントストップランプを複数にする）ことも、日本をはじめ多くの国で保安基準に違反する行為である。

## 長所・短所

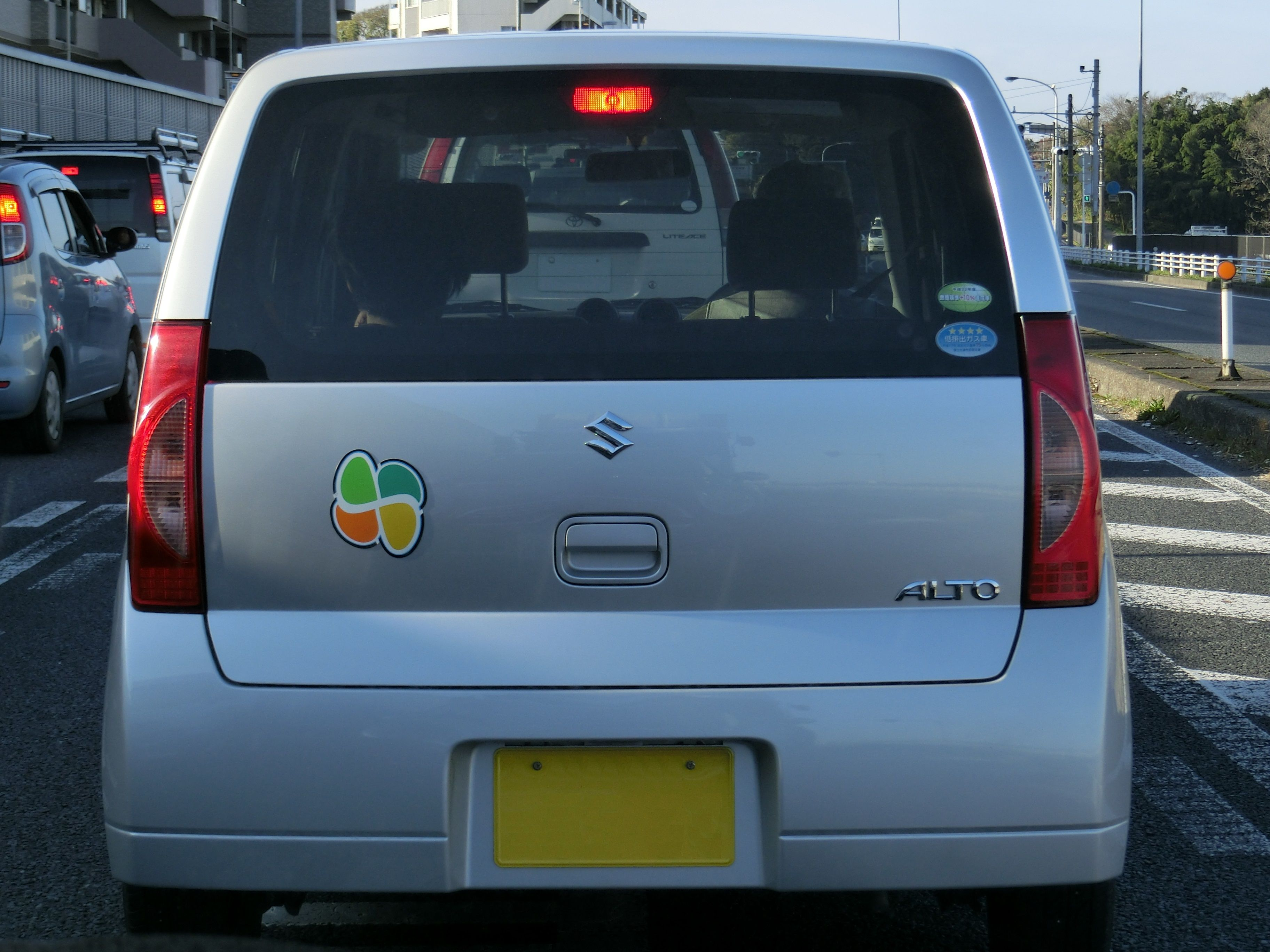
ハイマウントストップランプのみ点灯している故障車（スズキ・アルト）

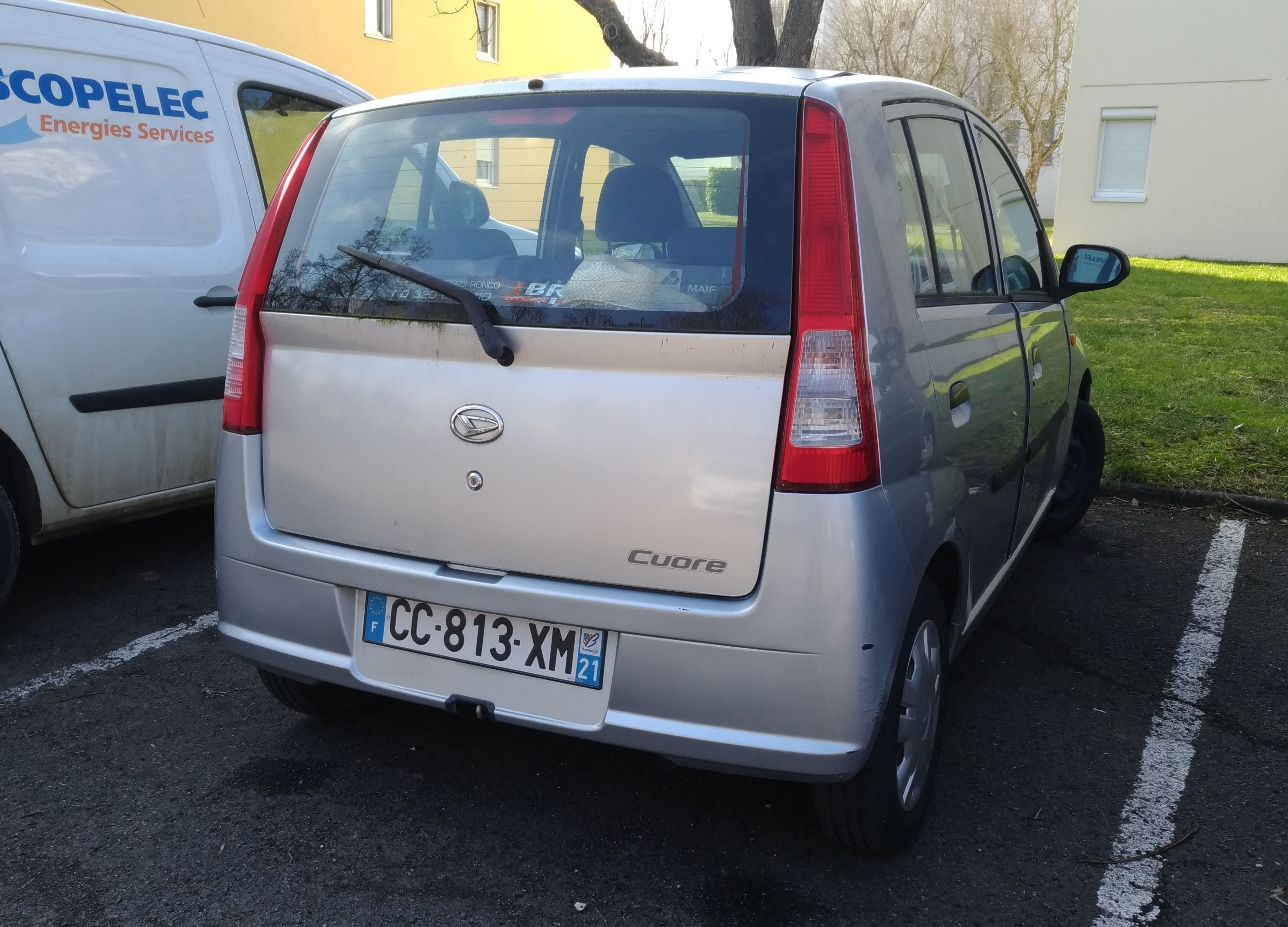
灯火類が全て上側に集約されている例
ダイハツ・ミラ（欧州仕様）

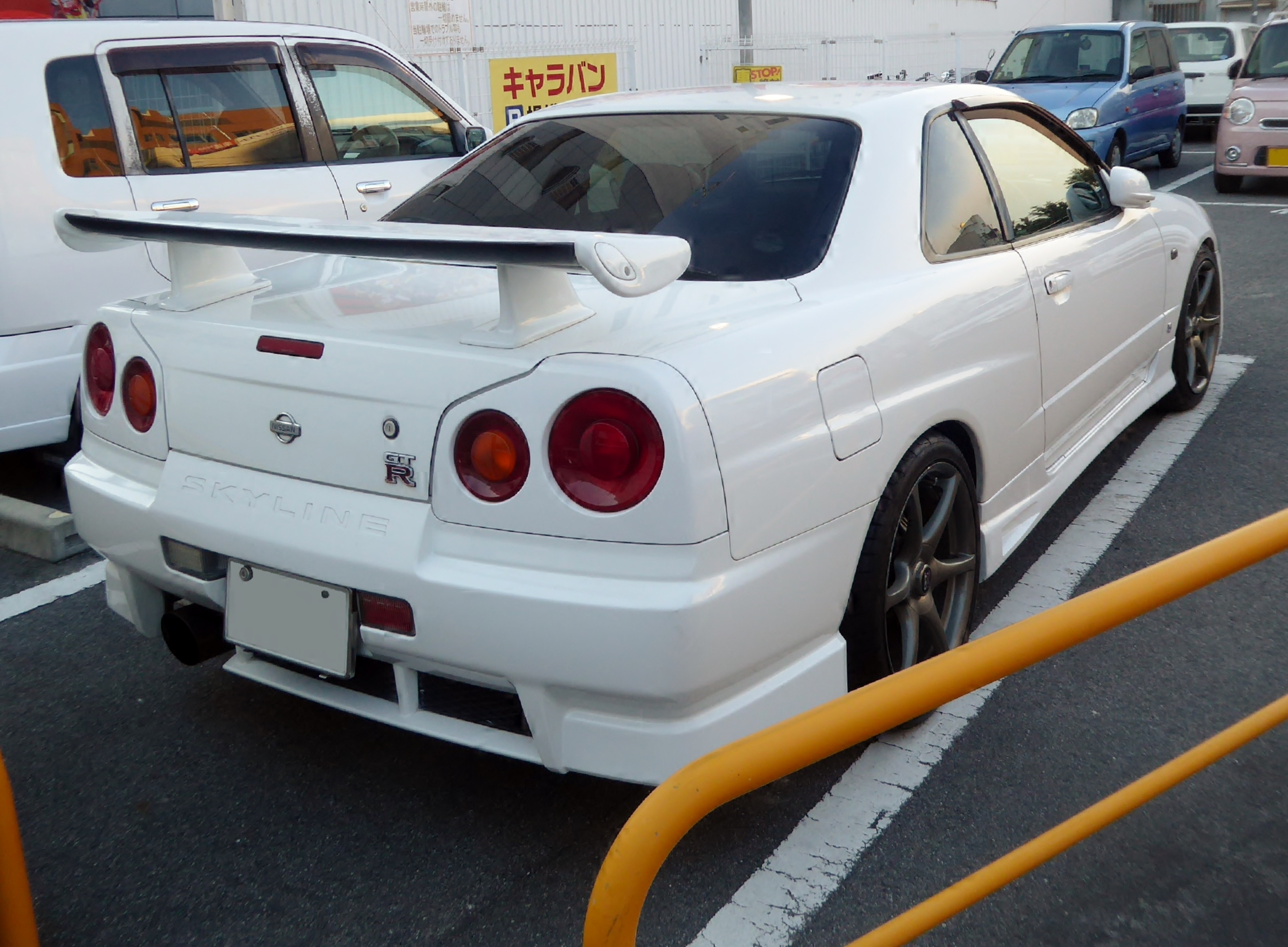
通常のテールランプとの高低差が乏しい例
トランクリッドに内蔵されたケース 日産・スカイラインGT-R

### 長所
- 後続車のドライバーの目の高さでハイマウントストップランプが点灯することで、より効果的に制動をアピールすることができる[8]。また、車体後部中心線の上部に設置されたハイマウントストップランプと、左右のブレーキランプとで3角形を構成することで、見るものに高さと面を意識させ存在感を強調することができる[8]。これらのことはいくつかの実験でも確認されており、各国での設置義務化の大きな根拠となっている[注釈 4][要出典]。
- テールランプとは完全に独立して点灯するため、特に夜間走行時において、「通常、光っていない箇所がブレーキング時のみ点灯する」という、後続車からの視認性を上げるうえでの大きな長所がある[8]。これは特にテールランプとブレーキランプを兼用している車種において、夜間走行時の安全性を向上させることができる[8]。また、遠距離からの視認性も向上するため、特に高速道路での走行時、安全性向上に寄与する[8]。
- ハイマウントストップランプの設置義務化をいち早く決定したアメリカでは、後部方向指示器（ウインカー）とブレーキランプ／テールランプの兼用が許可されており（日欧においては既に禁止されている）、そういった車種の場合、ハイマウントストップランプの装備によって視認性の一定の確保が見込まれる[要出典]。
- 例外的な場合だが、左右のブレーキランプが玉切れや故障、あるいは破損などで点灯しなくなっていても、ハイマウントストップランプが無事ならば、後続車への制動アピールは辛うじて確保できる（無論、その状態は整備不良であり、いち早く解消しなければならない）[要出典]。

### 短所
- 特にハッチバックやミニバンにおいて、デザインや製造コスト等の関係からリアピラー部のパネル接合部を覆うように高い位置に尾灯を設置する車種(例：ホンダ・ステップワゴン(RF1)、ダイハツ・ミラ(L250S))がある。その場合、夜間において後続車からハイマウントストップランプを含むブレーキランプの点灯を視認した際、遠近法から実際より車間距離が遠く見え、追突の可能性が逆に高まる危険性がある[9]。なおこの場合、できるだけ低い位置に同じ幅で反射板を装備することで面としての距離感が与えられるため、危険性を軽減できるとされる。また、そのように設計された車種もある[要出典]。
- 上述のように｢通常のテールランプと高低差が大きいほうが良い｣わけだが、さほど異ならない車種も存在する。(例：日産・スカイライン(R34))。
- 車種によっては、車室内のリアトレイ後端やハッチゲートに設置されたハイマウントストップランプそのものによってドライバーからの後方視界を遮っている場合がある（リアトレイに弁当箱を置いているのと同じ状態）[8]。それを避けるために、リアウインドウ上端または下端・あるいはトランクリッド後端部に細長いLEDユニットを埋め込む形で設置し後方視界の邪魔にならないよう配慮した設計の車種もある（主に高級車）。

## 自動車以外での採用

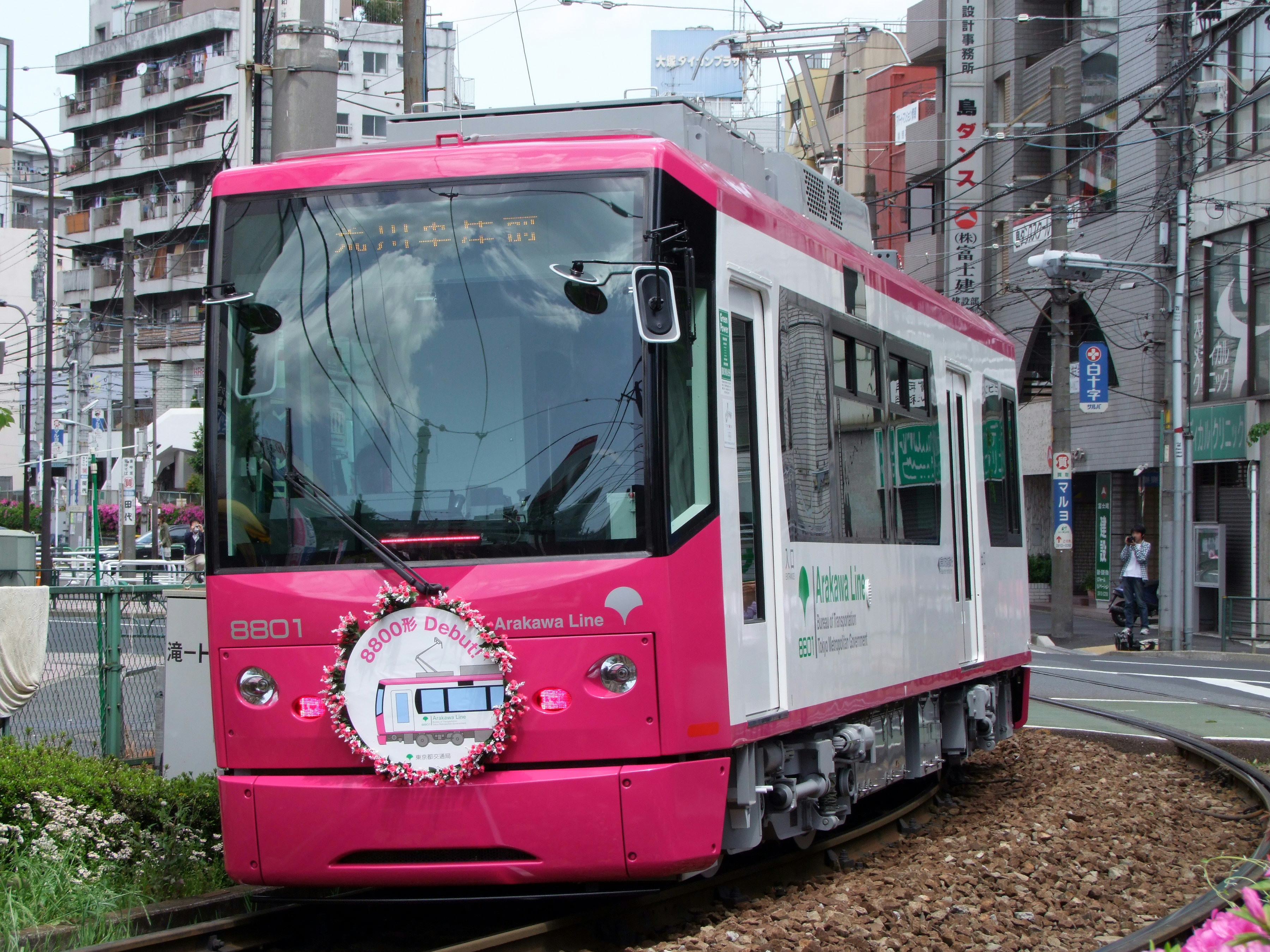
都電荒川線の実例。車内端部、窓の下側に横方向のバー型のものを装備している（車両は8800形）

オートバイ（スクーターを含む）は、装着義務化はなく非装備のモデルが多いが、追加オプションでハイマウントストップランプが装備可能なモデルや、トップケースなどを利用し装備するものもある。いずれの場合も、装着スペースに制限があるため主にLEDが用いられている。
路面電車においても装着されることがある。車両によっては後部標識灯がブレーキに連動しておらず、ハイマウントストップランプが他の自動車や歩行者に制動中・停止中であることを知らせるブレーキランプそのものとしての役割を果たしているものもある（ハイマウントストップランプのみで制動を知らせる設計）。